# Медаль «За спасение погибавших на море»
Не следует путать данную медаль с другими медалями Российской империи: «За спасение сограждан», «За спасение погибавших», «За спасение человечества», «За спасение ближних на море», «За спасение утопавших», «За спасение».
Медаль «За спасение погибавших на море» или медаль Общества подаяния помощи при кораблекрушениях — государственная награда Российской империи.

## Основные сведения
Медаль «За спасение погибавших на море» учреждена 3 (15) июля 1871 года указом Александра II при утверждении устава Общества подаяния при кораблекрушениях. Награждались лица, спасавшие людей при кораблекрушениях. Существовало два варианта медали — серебряный и золотой. С 31 марта (12 апреля) 1894 года медаль стали вручать не для ношения, а в виде настольной медали.

## Описание медали
Медали сделаны из золота или серебра. Диаметр 59 мм. На лицевой стороне медали изображена библейская сцена, в которой Иисус Христос, идущий по воде, протягивает руку тонущему апостолу Петру. На заднем плане корабль с парусом. Вдоль края медали по окружности надпись: «ЗА СПАСЕНИЕ ПОГИБАВШИХЪ НА МОРѢ». На оборотной стороне медали вдоль края по дуге две надписи: «ВѢРА И НАДЕЖДА», «СПАСЕНИЕ ТВОЕ». Надписи разделены изображениями якоря (слева) и православного креста (справа). В центре медали окружённое арабеской свободное поле, предназначенное для выгравировки имени награждённого.

## Порядок ношения
При учреждении медаль имела ушко для крепления к колодке или ленте. Носить медаль следовало на груди. Лента медали — Владимирская. 13 марта 1872 года императорским указом было сделано уточнение, по которому награждённые мужчины должны были носить медаль на левой стороне груди, а женщины — на левом плече. С 31 марта 1894 года медаль принципиально изменила свой статус — с этого момента награждали медалями без ушка, не предназначенными для ношения (то есть настольными медалями).